# Szegedi Biológiai Kutatóközpont
A Szegedi Biológiai Kutatóközpont (2019-ig MTA Szegedi Biológiai Kutatóközpont, korábban MTA Szegedi Biológiai Központ, rövidítve SZBK) Magyarország egyik legnagyobb intézete, a hazai biológiai kutatások fellegvára, amely 2019-ig a Magyar Tudományos Akadémia, azóta az Eötvös Loránd Kutatási Hálózat – mai nevén: Magyar Kutatási Hálózat – kezelésében áll. Négy Intézetre (Biofizika, Biokémia, Genetika, Növénybiológia) tagolt intézményben összesen 460 dolgozóval, 250 kutatóval a modern biológia valamennyi területén folynak kutatások.

## Az intézmény főigazgatói
- Straub F. Brunó (1971–1977)
- Alföldi Lajos (1978–1988)
- Keszthelyi Lajos (1989–1993)
- Venetianer Pál (1994–1996)
- Dudits Dénes (1997–2009)
- Ormos Pál (2010–2017)
- Nagy Ferenc (2018–)